# إدوين بي. كروكر
إدوين بي. كروكر (بالإنجليزية: Edwin B. Crocker) هو محامي وقاضي أمريكي، ولد في 26 أبريل 1818 في Jamesville, New York ‏ في الولايات المتحدة، وتوفي في 24 يونيو 1875 في ساكرامنتو في الولايات المتحدة.